# Hervormde Kerk (Campen)
De Hervormde Kerk is een 13e-eeuws evangelisch-hervormd godshuis in de plaats Campen in Oost-Friesland in de Duitse deelstaat Nedersaksen.

## Geschiedenis

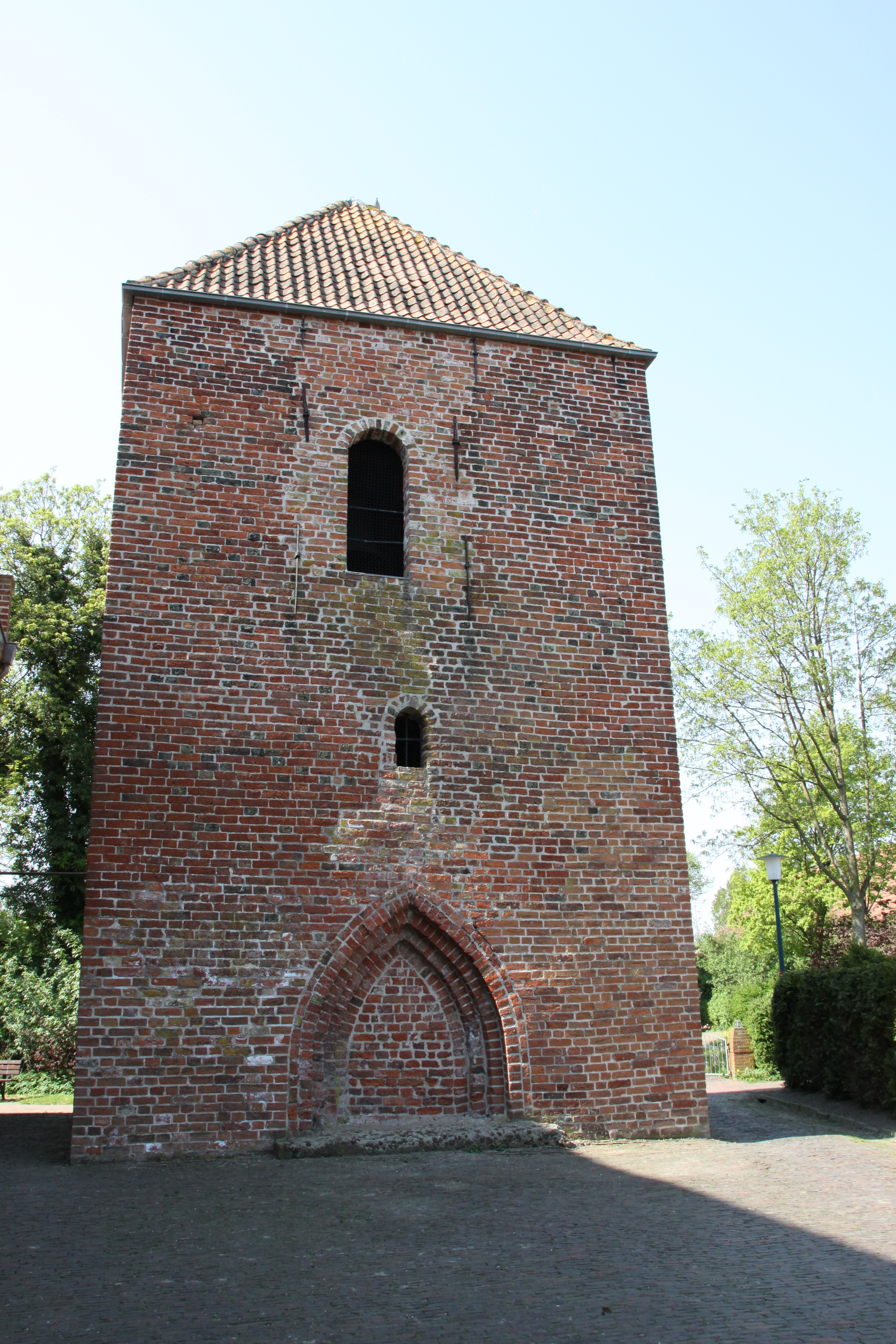
Kerktoren

Het terpdorp Campen werd voor het eerst in de 10e eeuw onder de naam Campe maiori vermeld. In de late jaren van de 13e eeuw bouwden de bewoners van Campen op het hoogste punt van de warft, zoals terpen in Oost-Friesland worden genoemd, de huidige zaalkerk. Dit wordt bevestigd door de klok van de kerk waarop het jaartal 1295 werd aangebracht.
Vrijwel onmiddellijk na het begin van de reformatie kozen de bewoners van Campen voor de gereformeerde confessie. Dit leidde in de jaren daarop tot conflicten met het lutherse gravenhuis. In het jaar 1564 verviel het dorp in het bezit van de lutherse prinses Catharina, de dochter van de Zweedse koning en gemalin van graaf Edzard II. Zij stelde een lutherse predikant aan, hetgeen in het dorp een groot protest veroorzaakte. Vanaf 1640 kreeg Campen steun vanuit Emden en werd er een gereformeerde dominee aangesteld.

## Beschrijving
De bakstenen zaalkerk is grotendeels in middeleeuwse vorm bewaard gebleven. De kerk heeft ongeveer een lengte van 24 meter en een breedte van 10 meter. De kerk heeft zowel in de noordelijke als in de zuidelijke muur drie vensters, maar de vensters in de zuidelijke muur werden rond 1500 vergroot ten behoeve van meer lichtinval. Ook de oostelijke muur en de westelijke muur hebben elk drie vensters. De noord-, zuid- en oostmuur zijn versierd met blinde vensters. Oorspronkelijk bevonden zich portalen aan de noord- en zuidmuur, maar die werden in de 16e eeuw dichtgemetseld en vervangen door een gotische deur in de westmuur.
Ten noordwesten van de kerk staat de gesloten klokkentoren, waarin de oudste klok van Oost-Friesland hangt (1285). Het inschrift van de klok luidt: `Anno Domini MCCXCV facca sum a Aembone`
Het interieur is verdeeld in drie traveeën. Bijzonder zijn de rijke vormen van de ribgewelven te noemen. Bij een restauratie in de jaren 1938-1939 werden de waardevolle middeleeuwse beschilderingen deels blootgelegd. De beschilderingen betreffen vier voorstellingen van de strijd tussen goed en kwaad. De kansel werd in het jaar 1794 gebouwd en het orgel volgde in 1835. Wie het orgel bouwde, is onbekend, maar er werd gebruikgemaakt van materiaal van een ouder orgel uit de 18e eeuw. Het orgel werd in 1997 gerestaureerd.

## Afbeeldingen

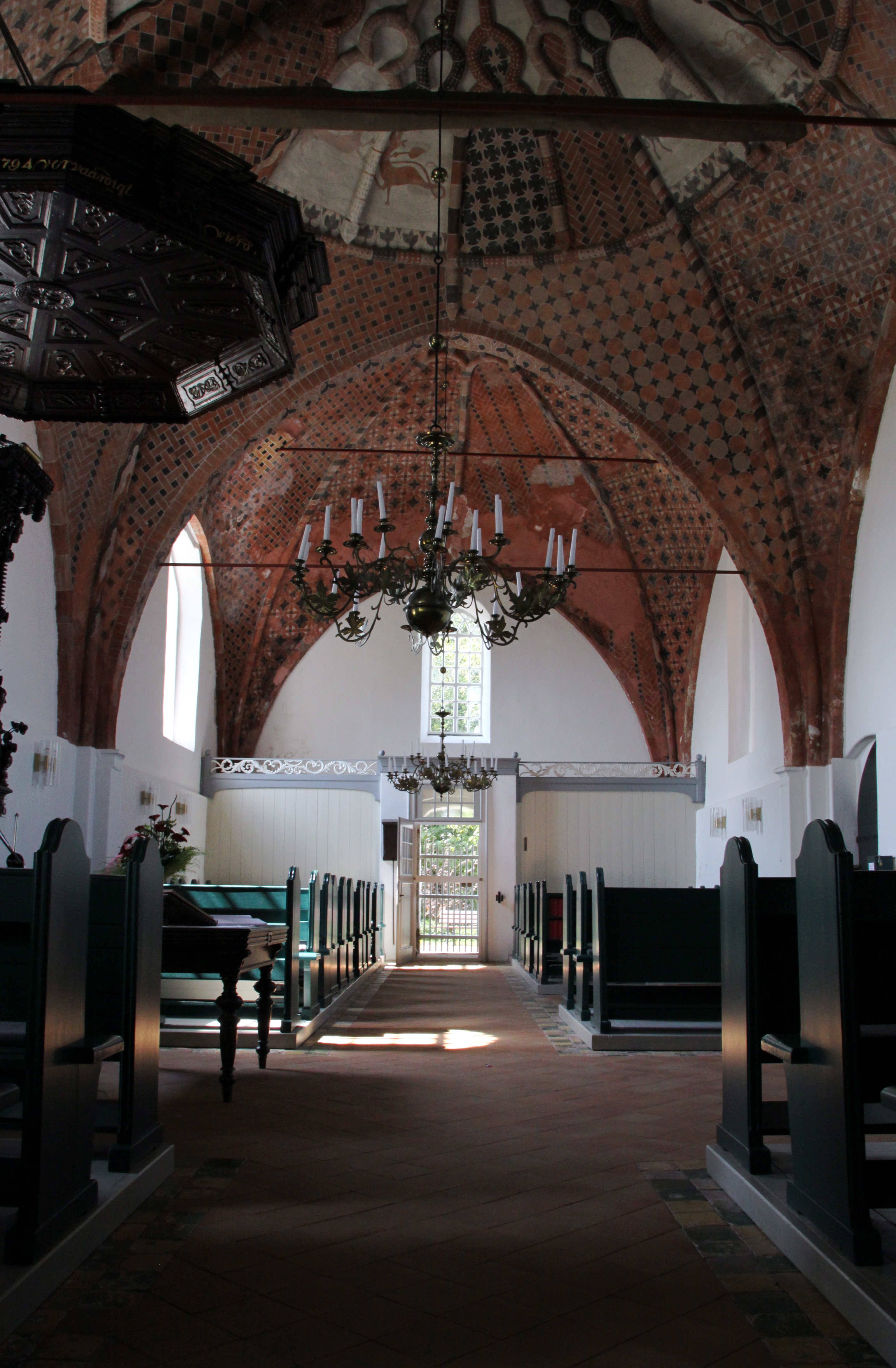
Interieur
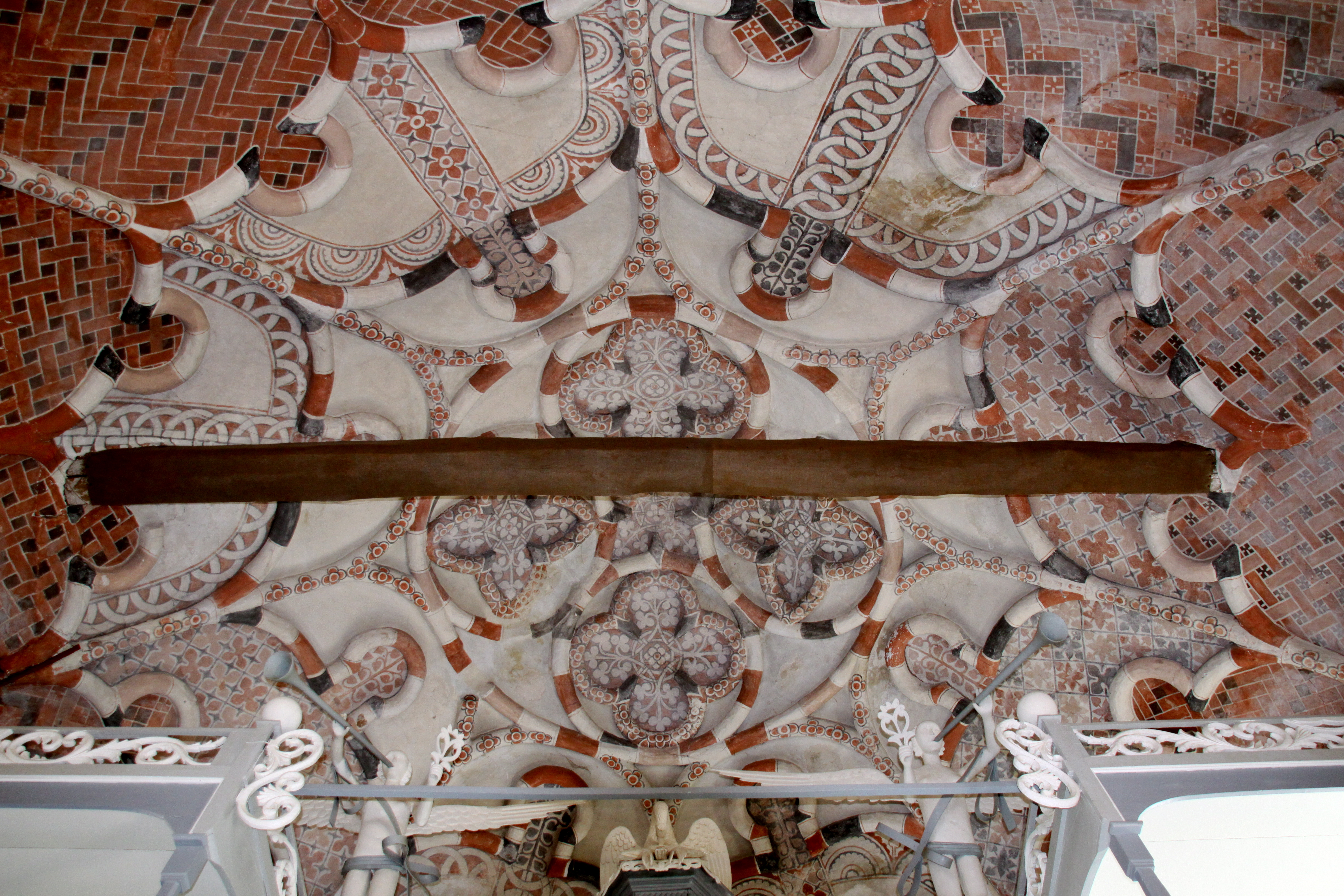
Bijzondere ribstructuren
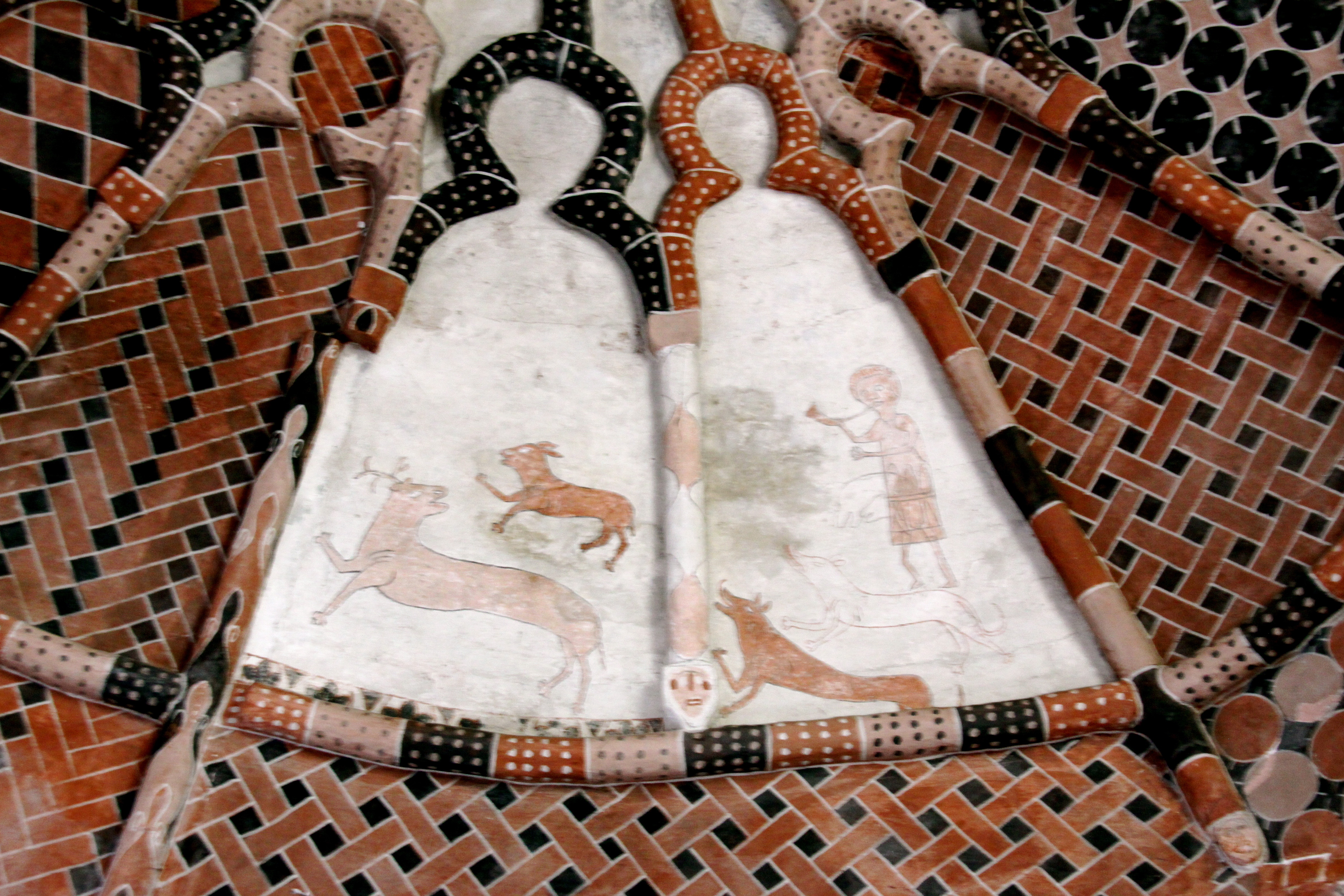
Middeleeuwse beschildering
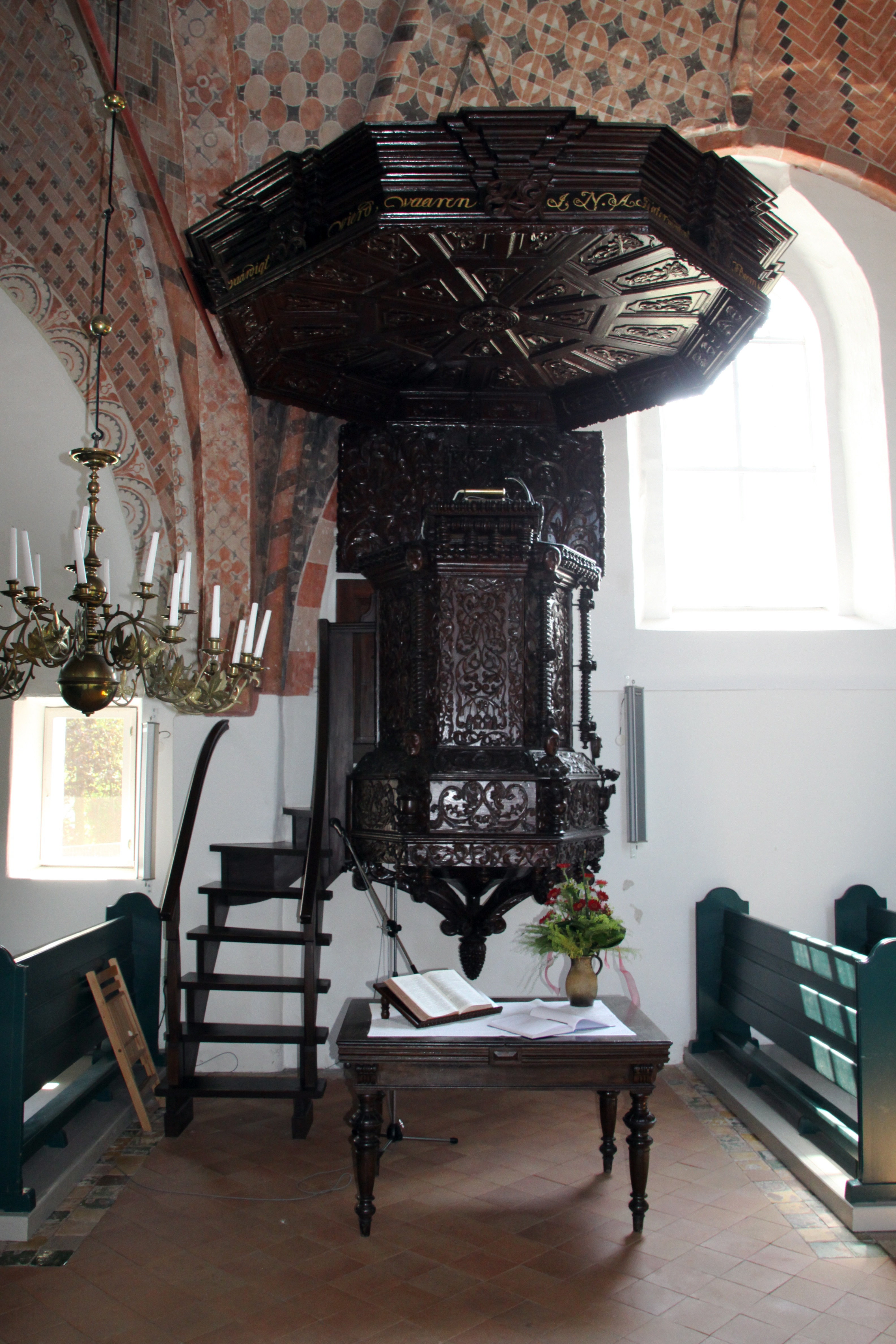
Kansel
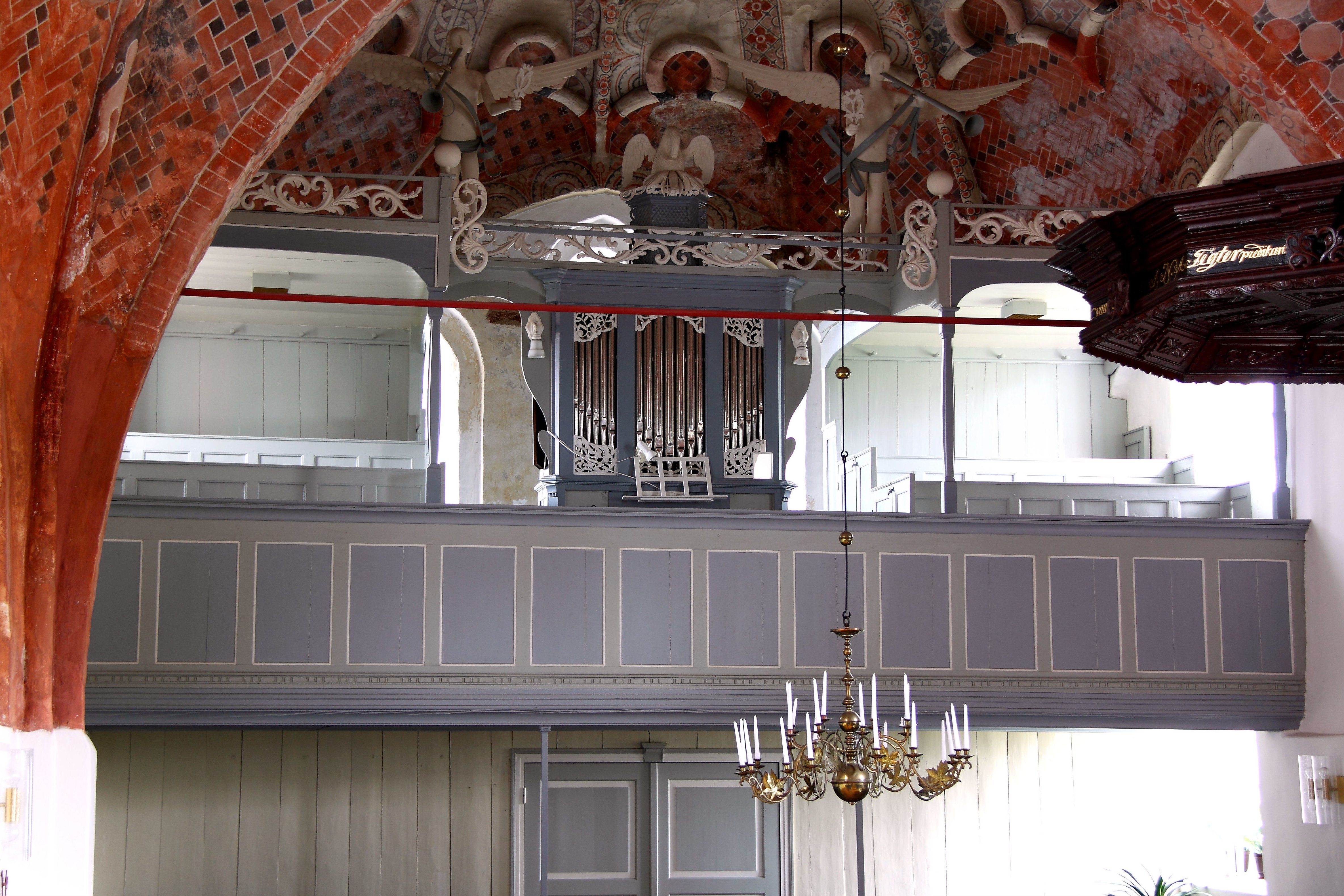
Orgel